# يوكي ناغاساتو
يوكي ناغاساتو (永里 優季) (ولدت 15 يوليو 1987) هي لاعبة كرة قدم يابانية تلعب في مركز الهجوم. لعبت في الدوري الوطني لكرة القدم للسيدات لصالح فريق شيكاغو رد ستارز. وهي أحد عناصر المنتخب الياباني منذ عام 2004 مثل منتخب الياباني دوليًا حتى عام 2016، سجلت 58 هدفًا في 132 مباراة. فازت بكأس العالم للسيدات 2011، وكانت جزءًا من المنتخب الياباني الذي حل وصيفاً في كأس العالم للسيدات 2015.

## وصلات خارجية
- يوكي ناغاساتو على موقع الاتحاد الدولي (مؤرشف)  (الإنجليزية)
- يوكي ناغاساتو على موقع الاتحاد الأوربي (الإنجليزية)
- يوكي ناغاساتو على موقع الاتحاد الأوربي (الإنجليزية)
- يوكي ناغاساتو على موقع قاعدة بيانات كرة القدم.إي يو (الإنجليزية)
- يوكي ناغاساتو على موقع Soccerway.com (الإنجليزية)
- يوكي ناغاساتو على موقع عالم كرة القدم.نت (الإنجليزية)
- يوكي ناغاساتو على موقع اللجنة الأولمبية الدولية (الإنجليزية)
- يوكي ناغاساتو على موقع أوليمبيديا (الإنجليزية)